# اوزرنوی
اوزرنوی (انگلیسی: Ozernoy) یک کوه آتشفشانی در شبه‌جزیره کامچاتکای کشور روسیه است.